# Грюнбаум, Бранко
Бранко Грюнбаум (2 октября 1929, Осиек, Хорватия — 14 сентября 2018, Сиэтл, США) — израильский и американский математик, автор более 200 научных работ, в основном в области комбинаторной геометрии, один из создателей теории абстрактных многогранников.

## Биография
В 1948 году начал изучать математику в университете Загреба. В 1949 году эмигрировал в Израиль. В 1957 году получил докторскую степень в Еврейском университете в Иерусалиме. Работал в Институте перспективных исследований, Мичиганском и Вашингтонском университете. В 1995 году нашёл и исправил ошибку в прежнем доказательстве теоремы Эрдёша — Сёкефальви-Надя.
Внёс вклад в исследование остроугольных множеств.

## Признание
- В 2005 году за книгу Convex Polytopes получил премию Стила.[5]
- С 2012 года является действительным членом Американского математического общества.[6]

## Русские переводы
- Данцер Л., Грюнбаум Б., Кли В. Теорема Хелли и ее применения. — М.: Мир, 1968. — 159 с.
- Грюнбаум Б. Этюды по комбинаторной геометрии и теории выпуклых тел. — 1971.